# ワンモアタイム (斉藤和義の曲)
『ワンモアタイム』は、2013年4月17日にSPEEDSTAR RECORDSから発売された斉藤和義の41作目のシングル。

## 解説
前作から1年振りのシングル。表題曲「ワンモアタイム」は、東宝配給アニメ映画『名探偵コナン 絶海の探偵』主題歌として書き下ろした。
斉藤自身初のアニメタイアップ曲。「強い想いは叶う」がテーマである。
本作も前作同様、収録曲3曲全てタイアップ曲。初回プレスは「名探偵コナン&斉藤和義コラボアニメブックケース仕様・コラボステッカー封入」。

## 収録曲
全曲　作詞・作曲・編曲：斉藤和義（特記以外）
1. ワンモアタイム（5：03）[1]
東宝配給アニメ映画『名探偵コナン 絶海の探偵』主題歌
2. Hello! Everybody!（4：22）[1]
吉野家CM「登場」篇（15秒）ソング。
3. 幸せハッピー（4：37）[1]
（作詞：忌野清志郎・作曲：細野晴臣・編曲：本間昭光）
HISのカバー。HTBスペシャルドラマ『幸せハッピー』エンディングテーマ曲